# Elatostema glochidioides
Elatostema glochidioides är en nässelväxtart som beskrevs av Wen Tsai Wang. Elatostema glochidioides ingår i släktet Elatostema och familjen nässelväxter. Inga underarter finns listade i Catalogue of Life.